# Histerektomija
Histerektomija je kirurški poseg, ki vključuje odstranitev maternice in materničnega vratu. Supracervikalna histerektomija se nanaša na odstranitev maternice, pri čemer je maternični vrat ohranjen. Ti postopki lahko vključujejo tudi odstranitev jajčnikov (ooforektomija), jajcevodov (salpingektomija) in drugih okoliških struktur. Izraza "delna" ali "totalna" histerektomija sta laična izraza, ki nepravilno opisujeta dodatek ali opustitev ooforektomije med histerektomijo. Običajno jih izvaja ginekolog. Odstranitev maternice povzroči, da bolnica ne more nositi otrok (prav tako odstranitev jajčnikov in jajcevodov) ter nosi kirurško tveganje in dolgoročne posledice. Zato se ta operacija običajno priporoča le, če druge možnosti zdravljenja niso na voljo ali so neuspešne. Gre za drugi najpogosteje izvajan ginekološki kirurški poseg v ZDA, takoj za carskim rezom. Skoraj 68 odstotkov histerektomij se izvaja zaradi stanj, kot so endometrioza, neredne krvavitve in maternični fibroidi. Pričakuje se, da bo pogostost histerektomij za nemaligne indikacije še naprej padala, saj se razvijajo alternative zdravljenja.

## Medicinske uporabe
Histerektomija, kot obsežen kirurški postopek, nosi svoja tveganja in koristi, ki vplivajo na hormonsko ravnovesje in splošno zdravje pacientov. Zato se običajno priporoča kot ultimativen korak, ko so že izčrpane druge možnosti, bodisi farmacevtske ali druge kirurške metode, za obvladovanje nekaterih nerešljivih in resnih stanj maternice ali reproduktivnega sistema. Obstajajo tudi drugi razlogi, ki lahko opravičujejo potrebo po histerektomiji. Ta stanja in/ali indikacije vključujejo, vendar niso omejene na:
- Endometrioza: rast maternične sluznice izven maternične votline. Ta neustrezna rast tkiva lahko povzroči bolečino in krvavitev. [4]
- Adenomioza: oblika endometrioze, pri kateri se maternična sluznica vrašča v in včasih skozi muskulaturo stene maternice. To lahko odebeli stene maternice in prispeva tudi k bolečinam in krvavitvam. [5]
- Močna menstrualna krvavitev: neredna ali čezmerna menstrualna krvavitev, ki traja več kot en teden. Lahko moti običajno kakovost življenja in je lahko znak resnejšega stanja.
- <b id="mwNg">Maternični fibroidi</b> : benigne tvorbe na steni maternice. Ti mišični nekancerozni tumorji lahko rastejo v posamezni obliki ali v grozdih in lahko povzročijo hude bolečine in krvavitve. [6]
- Prolaps maternice: ko se maternica povesi navzdol zaradi oslabljenih ali raztegnjenih mišic medeničnega dna, kar lahko v hujših primerih povzroči, da maternica štrli iz nožnice.
- Preprečevanje raka reproduktivnega sistema: še posebej, če obstaja močna družinska anamneza raka reproduktivnega sistema (zlasti raka dojke v povezavi z mutacijo BRCA1 ali BRCA2 ) ali kot del okrevanja po takšnih rakih. [7]
- Ginekološki rak: odvisno od vrste histerektomije lahko pomaga pri zdravljenju raka ali predraka endometrija, materničnega vratu ali maternice. Za zaščito pred rakom jajčnikov ali zdravljenje njega bi bila potrebna ooforektomija .
- Potrjevanje transspolnih (trans) moških: pomoč pri spolni disforiji, preprečevanje prihodnjih ginekoloških težav in prehod na pridobivanje nove pravne dokumentacije o spolu. [8]
- Hude motnje v razvoju: to zdravljenje je v najboljšem primeru kontroverzno. V Združenih državah so vrhovna sodišča na državni ravni ugotovila, da posebni primeri sterilizacije zaradi motenj v razvoju kršijo pacientove ustavne in običajne pravice. [9]
- Po porodu: za odstranitev hudega primera placente praevia (posteljice, ki se je oblikovala nad ali znotraj porodnega kanala) ali placente percreta (posteljice, ki je zrasla v in skozi steno maternice, da se pritrdi na druge organe), kot tudi zadnja možnost v primeru čezmerne porodniške krvavitve . [10]
- Kronična bolečina v medenici: poskusiti je treba ugotoviti etiologijo bolečine, čeprav vzrok morda ni znan. [11]

## Tveganja in škodljivi učinki
Leta 1995 so poročali o kratkotrajni umrljivosti, ki je znašala 0,38 primera na 1000, pri histerektomijah, ki so bile izvedene zaradi benignih vzrokov. Tveganje za kirurške zaplete se je povečalo v primerih prisotnosti fibroidov, mlajše starosti (kjer je bilo večje tveganje za krvavitev vaskularnega medeničnega področja) ter pri večjih maternicah. Dodatni dejavniki tveganja vključujejo disfunkcionalno krvavitev iz maternice in število prejšnjih porodov (pariteta).
Stopnja smrtnosti se poveča večkrat, kadar se histerektomija izvaja pri bolnicah, ki so noseče, imajo raka ali druge zaplete.
Dolgoročni vpliv na smrtnost v vseh primerih histerektomije je sorazmerno majhen. Ženske, mlajše od 45 let, pa kažejo opazno povečano dolgoročno umrljivost, ki se pripisuje hormonskim stranskim učinkom histerektomije in profilaktične ooforektomije.  Ta učinek ni omejen na ženske pred menopavzo; tudi pri ženskah, ki so že vstopile v menopavzo, se je pokazalo, da se zmanjša dolgoročna sposobnost preživetja po ooforektomiji.
Približno 35 % žensk po histerektomiji opravi drugo povezano operacijo v 2 letih. 
Poškodba sečnice ni nenavadna in se pojavi pri 0,2 na 1000 primerov vaginalne histerektomije ter pri 1,3 na 1000 primerov abdominalne histerektomije. Običajno pride do poškodbe v distalnem delu sečnice blizu infundibulopelvičnega ligamenta ali ko sečevod prečka pod maternično arterijo, pogosto zaradi nepravilnega vpenjanja in uporabe ligature za nadzor krvavitve.

### Obnovitev
Bivanje v bolnišnici po operaciji v trebušni votlini običajno traja od 3 do 5 dni ali več, medtem ko je za vaginalne ali laparoskopsko asistirane vaginalne posege priporočljivo bivanje od 1 do 2 dni, vendar lahko traja tudi dlje. Po operaciji Ameriški zbor za porodništvo in ginekologijo (American College of Obstetricians and Gynecologists) priporoča, da v prvih 6 tednih ne vstavljate ničesar v nožnico, vključno z uporabo tamponov ali izvajanjem spolnih odnosov.

### Nenamerna ooforektomija in prezgodnja odpoved jajčnikov
Pri večini histerektomij, namenjenih ohranitvi jajčnikov, se izvaja odstranitev enega ali obeh jajčnikov.
Po histerektomiji z ohranitvijo jajčnikov je povprečna starost začetka menopavze 3,7 leta prej kot splošno povprečje. Ta razlika se pripisuje verjetnim motnjam v oskrbi jajčnikov s krvjo po histerektomiji ali pa je lahko posledica pomanjkanja endokrine povratne informacije maternice. Funkcija preostalih jajčnikov je pri približno 40% ljudi bistveno prizadeta, pri čemer nekateri potrebujejo hormonsko nadomestno zdravljenje. Zanimivo je, da je bil podoben, čeprav le nekoliko manj izrazit, učinek opažen tudi pri ablaciji endometrija, ki se včasih uporablja kot alternativa histerektomiji.
Pri velikem številu žensk se po histerektomiji razvijejo benigne ciste na jajčnikih. 

### Učinki na spolno življenje in bolečine v medenici
Po histerektomiji zaradi benignih indikacij večina bolnic poroča o izboljšanju spolnega življenja in zmanjšanju bolečin v medenici. Manjši odstotek bolnic pa opaža poslabšanje spolnega življenja in druge težave. Slika se znatno razlikuje pri histerektomijah, ki se izvajajo zaradi malignih razlogov, kjer je postopek pogosto bolj radikalen in ima znatne stranske učinke. Pri bolnicah, ki so se odločile za histerektomijo zaradi kroničnih bolečin v medenici, pa se po posegu nekatere soočajo z nadaljnjimi bolečinami v medenici in razvije se disparevnija, kar pomeni boleč spolni odnos.

### Prezgodnja menopavza in njeni učinki
Ko se jajčniki odstranijo, se raven estrogena močno zmanjša, kar vodi v izgubo zaščitnih učinkov estrogena na kardiovaskularni in skeletni sistem. To stanje pogosto imenujemo "kirurška menopavza," čeprav se bistveno razlikuje od naravnega poteka menopavze. Kirurška menopavza je značilna nenaden hormonski šok v telesu, kar povzroči hitro pojavljanje simptomov menopavze, kot so vročinski oblivi. Nasprotno pa naravna menopavza predstavlja postopno zmanjševanje ravni hormonov v obdobju več let, kjer maternica in jajčniki še vedno lahko proizvajajo hormone tudi po prenehanju menstruacije.
Ena študija je razkrila, da je tveganje za kasnejše srčno-žilne bolezni pomembno povečano pri ženskah, ki so prestale histerektomijo pri starosti 50 let ali manj. Za ženske, ki so bile deležne tega posega po 50. letu starosti, ni bilo zaznane povezave s povečanim tveganjem. Ta povečan delež tveganja je še bolj izrazit, če so bili jajčniki odstranjeni, vendar se še vedno pojavlja, če so jajčniki ohranjeni.
Več drugih študij je potrdilo povezavo med histerektomijo, osteoporozo (zmanjšano gostoto kosti) in povečanim tveganjem za zlome kosti. Ta povezava je bila pripisana modulacijskemu učinku estrogena na presnovo kalcija. Padec ravni estrogena v serumu po menopavzi lahko povzroči prekomerno izgubo kalcija, kar ima za posledico izgubo gostote kosti.

### Nastajanje adhezij in obstrukcija črevesja
Tveganje za tvorbo pooperativnih adhezij je še posebej izrazito po histerektomiji zaradi obsega disekcije in dejstva, da je rana po histerektomiji v delu medenice, ki je najbolj odvisen od gravitacije, v katerega lahko črevesna zanka zlahka pade. En pregled je pokazal, da je pojavnost obstrukcije tankega črevesa zaradi intestinalnih adhezij 15,6 % pri nelaparoskopskih totalnih abdominalnih histerektomijah v primerjavi z 0,0 % pri laparoskopskih histerektomijah.

### Druge redke težave
Histerektomija lahko povzroči povečano tveganje za razmeroma redek karcinom ledvičnih celic. To povečano tveganje je še posebej izrazito pri mladih ženskah, pri čemer se tveganje zmanjša po vaginalno opravljeni histerektomiji. Možni razlagi za to povečano tveganje vključujeta hormonske učinke ali poškodbo sečevoda. V nekaterih primerih lahko karcinom ledvičnih celic predstavlja manifestacijo nediagnosticirane dedne leiomiomatoze in sindroma raka ledvičnih celic.
Odstranitev maternice brez odstranitve jajčnikov lahko v redkih primerih pripelje do situacije, kjer neodkrita oploditev povzroči zunajmaternično nosečnost, ki se mora spustiti v maternico pred operacijo. Dva primera so bila identificirana in predstavljena v reviji Blackwell Journal of Obstetrics and Gynecology; več kot 20 drugih primerov je bilo obravnavanih v dodatni medicinski literaturi. Zelo redko lahko spolni odnos po histerektomiji povzroči transvaginalno evisceracijo tankega črevesa. Vaginalna manšeta, ki je najvišji del nožnice in je bil zašit, lahko v redkih primerih odpade, kar omogoča evisceracijo tankega črevesa v nožnico.

## Alternative
Odvisno od indikacije obstajajo alternative histerektomiji:

### Močna krvavitev
Intrauterine naprave z levonorgestrelom so izjemno učinkovite pri obvladovanju disfunkcionalne krvavitve iz maternice (DUB) ali menoragije, zato bi morale biti vključene pred morebitnim kirurškim posegom.
Menoragijo (močno ali nenormalno menstrualno krvavitev) je mogoče zdraviti tudi z manj invazivno metodo, imenovano ablacijo endometrija. To je ambulantni postopek, pri katerem se sluznica maternice uniči s toploto, mehansko ali z radiofrekvenčno ablacijo. Ablacija endometrija močno zmanjša ali odpravi mesečno krvavitev pri devetdesetih odstotkih bolnic z disfunkcionalno krvavitvijo iz maternice (DUB). Vendar ni učinkovita pri bolnicah z zelo debelo maternično sluznico ali materničnimi miomi.
Maternične fibroide je mogoče odstraniti in maternico rekonstruirati s postopkom, imenovanim " miomektomija ". Miomektomijo lahko izvedemo z odprtim rezom, laparoskopsko ali skozi vagino (histeroskopija). 

### Prolaps maternice
Prolaps je mogoče kirurško popraviti tudi brez odstranitve maternice. Obstaja več strategij, ki se lahko uporabijo za krepitev mišic medeničnega dna in preprečevanje poslabšanja prolapsa. Te vključujejo, a se ne omejujejo na uporabo "Keglovih vaj", vaginalnih pesarjev, lajšanje zaprtja, uravnavanje telesne teže in previdnost pri dvigovanju težkih predmetov.

## Vrste
Histerektomija doslovno pomeni le odstranitev maternice. Kljub temu pa se v praksi zelo pogosto odstranjujejo tudi drugi organi, kot so jajčniki, jajcevodi in maternični vrat, kot del tega kirurškega posega.
- Radikalna histerektomija : Popolna odstranitev maternice, materničnega vratu, zgornjega dela nožnice in parametrijev je indicirana pri raku. V takih situacijah se običajno izvede tudi odstranitev bezgavk, jajčnikov in jajcevodov. Ta postopek se včasih imenuje tudi Wertheimova histerektomija.. [48]
- Popolna histerektomija : popolna odstranitev maternice in materničnega vratu z ali brez ooforektomije .
- Subtotalna histerektomija : odstranitev maternice, maternični vrat ostane in situ.

Subtotalna (supracervikalna) histerektomija je bila sprva predlagana z namenom izboljšanja spolnega delovanja po histerektomiji. Predpostavljalo se je, da odstranitev materničnega vratu povzroča prekomerne nevrološke in anatomske motnje, kar vodi do skrajšanja nožnice, prolapsa nožničnega oboka in granulacije nožnične manšete. Čeprav te teoretične prednosti v praksi niso bile potrjene, so se pojavile druge koristi v primerjavi s totalno histerektomijo. Glavna pomanjkljivost je, da tveganje za raka materničnega vratu ni odpravljeno, in ženske lahko še vedno doživljajo ciklične krvavitve, čeprav bistveno manjše kot pred operacijo. Te zadeve so bile obravnavane v sistematičnem pregledu totalne in supracervikalne histerektomije pri benignih ginekoloških stanjih, ki je poročal o naslednjih ugotovitvah:
- Ni bilo razlik v stopnjah inkontinence, zaprtja, meritvah spolne funkcije ali ublažitvi simptomov pred operacijo.
- Dolžina operacije in količina izgubljene krvi med operacijo sta se znatno zmanjšali med supracervikalno histerektomijo v primerjavi s celotno histerektomijo, vendar ni bilo razlike v pooperativnih stopnjah transfuzije. [51]
- Vročinska obolevnost je bila manj verjetna in trajajoča ciklična vaginalna krvavitev eno leto po operaciji je bila verjetnejša po supracervikalni histerektomiji.
- Ni bilo razlike v stopnjah drugih zapletov, okrevanju po operaciji ali stopnjah ponovnega sprejema.

### Vaginalna histerektomija
Vaginalna histerektomija, ki se izvaja izključno skozi vaginalni kanal, ima očitne prednosti pred abdominalno operacijo, vključno z manj zapleti, krajšim bivanjem v bolnišnici in hitrejšim celjenjem. Abdominalna histerektomija, ki je najpogostejša metoda, se uporablja v primerih, kot so porod po carskem rezu, raki, pričakovani zapleti ali potreba po kirurški preiskavi.

### Laparoskopsko asistirana vaginalna histerektomija
Z razvojem laparoskopskih tehnik v 70. in 80. letih 20. stoletja je »laparoskopsko asistirana vaginalna histerektomija« (LAVH) med ginekologi pridobila veliko popularnost. Ta postopek je manj invaziven v primerjavi z abdominalnim posegom, kar pripomore k hitrejšemu pooperativnemu okrevanju. LAVH omogoča tudi boljše raziskovanje in nekoliko bolj zapletene operacije v primerjavi z vaginalnim posegom. Postopek se začne z laparoskopijo in se zaključi z odstranitvijo maternice (z ali brez odstranitve jajčnikov) skozi vaginalni kanal. Tako je LAVH tudi totalna histerektomija, kjer se maternični vrat odstrani skupaj z maternico. Če se maternični vrat odstrani skupaj z maternico, se zgornji del nožnice zašije in imenuje vaginalna manšeta.

### Laparoskopsko asistirana supracervikalna histerektomija
Kasneje je bila razvita "laparoskopsko podprta supracervikalna histerektomija" (LASH) za odstranitev maternice brez odstranitve materničnega vratu. Pri tem postopku se uporablja morcelator, ki razreže maternico na majhne koščke, ki jih je mogoče nato odstraniti iz trebušne votline prek laparoskopskih vrat.

### Totalna laparoskopska histerektomija
Totalno laparoskopsko histerektomijo (TLH) je v zgodnjih 90-ih letih razvil Prabhat K. Ahluwalia v zvezni državi New York. TLH se izvaja izključno z laparoskopskimi instrumenti v trebušni votlini. Postopek se začne na vrhu maternice, običajno z uporabo materničnega manipulatorja. Celotna maternica se nato odstrani iz njenih priključkov s pomočjo dolgih in tankih instrumentov skozi "vrata". Vse tkivo, ki ga je treba odstraniti, se nato izvleče skozi majhne trebušne zareze.

### Druge tehnike
Supracervikalna (vmesna) laparoskopska histerektomija (LSH) se izvaja na podoben način kot totalna laparoskopska histerektomija, vendar se pri supracervikalni histerektomiji maternica amputira med materničnim vratom in fundusom.
Dvojna laparoskopija je oblika laparoskopske kirurgije, pri kateri se uporabljata dva 5 mm srednja reza. Pri tem postopku se maternica loči skozi dve odprtini in nato odstrani skozi nožnico.

Robotska histerektomija je variacija laparoskopske operacije, kjer se uporabljajo posebni daljinsko vodeni instrumenti, ki omogočajo kirurgu natančnejši nadzor in tridimenzionalno povečano sliko.
- Maternica pred histerektomijo
- Laparoskopska histerektomija
- Krn materinskega vratu (bel) po odstranitvi trupa porodnice pri laparoskopski supracervikalni histerektomiji
- Transvaginalna ekstrakcija porodnice pri totalni laparoskopski histerektomiji
- Konec laparoskopske histerektomije

### Primerjava tehnik
Značilnosti pacientke, kot so razlogi za potrebo po histerektomiji, velikost maternice, spuščanje maternice, prisotnost obolelih tkiv v okolici maternice, prejšnje operacije v medeničnem predelu, debelost, zgodovina nosečnosti, možnost endometrioze ali potreba po ooforektomiji, bodo vplivale na kirurgov izbrani kirurški pristop pri izvajanju histerektomije.
Pri ženskah z benignimi boleznimi se priporoča vaginalna histerektomija, če je to mogoče,    namesto drugih variant. Vaginalna histerektomija se je izkazala za boljšo možnost v primerjavi z laparoskopsko asistirano vaginalno histerektomijo (LAVH) in nekaterimi vrstami laparoskopskih operacij, saj povzroča manj kratkoročnih in dolgoročnih zapletov, ima ugodnejši učinek na spolno izkušnjo s krajšim časom okrevanja in nižjimi stroški.  
Laparoskopska operacija prinaša določene prednosti, še posebej, kadar vaginalna operacija ni izvedljiva. Vendar ima tudi pomanjkljivost, saj za izvedbo operacije zahteva bistveno daljši čas.
V eni študiji iz leta 2004 v Združenem kraljestvu, ki je primerjala abdominalne (laparotomske) in laparoskopske tehnike, so ugotovili, da laparoskopska operacija zahteva daljši čas trajanja operacije in ima večjo stopnjo večjih zapletov, vendar hkrati omogoča hitrejše celjenje. V drugi študiji iz leta 2014, ki se je osredotočala na bolnice, ki so prejele popolno histerektomijo zaradi raka endometrija, so ugotovili, da je laparoskopija "varna alternativa laparotomiji". Raziskovalci so zaključili, da ta postopek "prinaša izrazito izboljšane perioperativne rezultate z nižjo stopnjo ponovnih operacij in manj pooperativnih zapletov, ko se standard oskrbe premakne z odprte kirurgije na laparoskopijo v univerzitetni bolnišnici".
Abdominalna tehnika se pogosto uporablja v zahtevnih okoliščinah ali pri pričakovanju zapletov. V takih primerih sta stopnja zapletov in čas operacije v primerjavi z drugimi tehnikami ugodna, vendar pa se čas celjenja znatno podaljša.
Histerektomija z abdominalno laparotomijo je povezana z veliko večjo incidenco črevesnih adhezij v primerjavi z drugimi tehnikami.
Čas, potreben za dokončanje operacije v preskušanju eVAL, je naveden kot sledi: 
- abdominalno povprečje 55,2 minute, razpon 19–155
- vaginalno povprečje 46,6 minut, razpon 14–168
- laparoskopsko (vse različice) povprečje 82,5 minut, razpon 10–325 (združeni podatki iz obeh preskušanj)

Morcelacija se pogosto uporablja, še posebej v laparoskopskih tehnikah in včasih pri vaginalnih tehnikah. Vendar se zdi, da je povezana s precejšnjim tveganjem za širjenje benignih ali malignih tumorjev. Aprila 2014 je FDA (Uprava za hrano in zdravila ZDA) izdala obvestilo, s katerim je zdravnike opozorila na tveganje izgube moči v povezavi z morcelacijo.
Robotsko podprta kirurgija se trenutno uporablja v več državah za histerektomije. Kljub temu so potrebne dodatne raziskave, da se natančno določijo koristi in tveganja v primerjavi s konvencionalno laparoskopsko operacijo.

## Incidenca

### Kanada
V Kanadi je bilo število histerektomij med letoma 2008 in 2009 skoraj 47.000. Nacionalna stopnja za isto časovno obdobje je znašala 338 na 100.000 prebivalcev, kar je manj kot 484 na 100.000 leta 1997. Razlogi za histerektomijo so se razlikovali glede na to, ali je ženska živela v mestu ali na podeželju. Mestne ženske so se za histerektomijo odločale zaradi materničnih fibroidov, medtem ko so se podeželske večinoma odločale zaradi menstrualnih motenj.

### Združene države
Histerektomija se v Združenih državah uvršča kot druga najpogostejša večja operacija pri ženskah (prva je carski rez). V 1980-ih in 1990-ih je ta statistika povzročila zaskrbljenost med nekaterimi skupinami za pravice potrošnikov ter povzročila zmedo v zdravniški skupnosti. Ta situacija je privedla do vzpostavitve zagovorniških skupin za ozaveščeno izbiro, kot je fundacija Hysterectomy Educational Resources and Services (HERS), ki jo je ustanovila Nora W. Coffey leta 1982.
Po podatkih Nacionalnega centra za zdravstveno statistiko je bilo od 617.000 histerektomij, ki so bile izvedene leta 2004, 73 % vključevalo tudi kirurško odstranitev jajčnikov. V Združenih državah je trenutno približno 22 milijonov žensk, ki so prestale ta postopek. Skoraj 68 odstotkov teh histerektomij je bilo opravljenih zaradi benignih stanj, kot so endometrioza, neredne krvavitve in maternični fibroidi. Visoke stopnje histerektomij, ki so najvišje v industrializiranem svetu, so povzročile polemike, da se ta postopek pogosto izvaja iz neupravičenih razlogov. Novejši podatki kažejo, da se je število opravljenih histerektomij zmanjšalo v vseh zveznih državah Združenih držav. Od leta 2010 do 2013 je bilo opravljenih 12 odstotkov manj histerektomij, vrste histerektomij pa so bile po naravi bolj minimalno invazivne, kar se odraža v 17-odstotnem povečanju laparoskopskih posegov.

### Združeno kraljestvo
V Združenem kraljestvu je verjetnost, da bo 1 od 5 žensk dosegla histerektomijo do 60. leta starosti, pri čemer jajčnike odstranijo pri približno 20 % teh histerektomij. 

### Nemčija
Število histerektomij v Nemčiji ostaja že vrsto let konstantno. Leta 2006 je bilo opravljenih 149.456 histerektomij, od katerih je 126.743 (84,8 %) potekalo brez incidentov. Ženske med 40. in 49. letom starosti so predstavljale 50 odstotkov histerektomij, tiste med 50. in 59. letom starosti pa 20 odstotkov. Leta 2007 se je število histerektomij zmanjšalo na 138.164. V zadnjih letih se vedno bolj uveljavlja tehnika laparoskopskih ali laparoskopsko asistiranih histerektomij.

### Danska
Na Danskem se je število histerektomij med letoma 1980 in 1990 zmanjšalo za 38 odstotkov. Leta 1988 je bilo opravljenih 173 takšnih operacij na 100.000 žensk, do leta 1998 pa se je to število zmanjšalo na 107. V istem časovnem obdobju se je delež abdominalnih supracervikalnih histerektomij povečal s 7,5 na 41 odstotkov. Med temi leti je histerektomijo opravilo 67.096 žensk.